# Lista de cidades de Nova Hampshire

Localização da Nova Hampshire nos Estados Unidos.

A Nova Hampshire é um estado localizado na região nordeste dos Estados Unidos. De acordo com o Censo dos Estados Unidos de 2010, a Nova Hampshire é o 9º estado menos populoso possuindo um população de cerca de 1.316.470 habitantes, o censo também apontou que a Nova Hampshire é o 5º menor estado por extensão territorial, abrangendo 24.214,21 km².
Abaixo está uma lista das 221 vilas e 13 cidades do estado de Nova Hampshire.
As cidades estão destacas em negrito, as vilas e outros lugares povoados não estão destacados.

## A
- Acworth
- Albany
- Alexandria
- Allenstown
- Alstead
- Alton
- Amherst
- Andover
- Antrim
- Ashland
- Atkinson
- Auburn

## B
- Barnstead
- Barrington
- Bartlett
- Bath
- Bedford
- Belmont
- Bennington
- Benton
- Berlin
- Bethlehem
- Boscawen
- Bow
- Bradford
- Brentwood
- Bridgewater
- Bristol
- Brookfield
- Brookline

## C
- Campton
- Canaan
- Candia
- Canterbury
- Carroll
- Center Harbor
- Charlestown
- Chatham
- Chester
- Chesterfield
- Chichester
- Claremont
- Clarksville
- Colebrook
- Columbia
- Concord
- Conway
- Cornish
- Croydon

## D
- Dalton
- Danbury
- Danville
- Deerfield
- Deering
- Derry
- Dorchester
- Dover
- Dublin
- Dummer
- Dunbarton
- Durham

## E
- East Kingston
- Easton
- Eaton
- Effingham
- Ellsworth
- Enfield
- Epping
- Epsom
- Errol
- Exeter

## F
- Farmington
- Fitzwilliam
- Francestown
- Franconia
- Franklin
- Freedom
- Fremont

## G
- Gilford
- Gilmanton
- Gilsum
- Goffstown
- Gorham
- Goshen
- Grafton
- Grantham
- Greenfield
- Greenland
- Greenville
- Groton

## H
- Hampstead
- Hampton
- Hampton Falls
- Hancock
- Hanover
- Harrisville
- Hart's Location
- Haverhill
- Hebron
- Henniker
- Hill
- Hillsborough
- Hinsdale
- Holderness
- Hollis
- Hooksett
- Hopkinton
- Hudson

## J
- Jackson
- Jaffrey
- Jefferson

## K
- Keene
- Kensington
- Kingston

## L
- Laconia
- Lancaster
- Landaff
- Langdon
- Lebanon
- Lee
- Lempster
- Lincoln
- Lisbon
- Litchfield
- Littleton
- Londonderry
- Loudon
- Lyman
- Lyme
- Lyndeborough

## M
- Madbury
- Madison
- Manchester
- Marlborough
- Marlow
- Mason
- Meredith
- Merrimack
- Middleton
- Milan
- Milford
- Milton
- Monroe
- Mont Vernon
- Moultonborough

## N
- Nashua
- Nelson
- New Boston
- New Castle
- New Durham
- New Hampton
- New Ipswich
- New London
- Newbury
- Newfields
- Newington
- Newmarket
- Newport
- Newton
- North Hampton
- Northfield
- Northumberland
- Northwood
- Nottingham

## O
- Orange
- Orford
- Ossipee

## P
- Pelham
- Pembroke
- Peterborough
- Piermont
- Pittsburg
- Pittsfield
- Plainfield
- Plaistow
- Plymouth
- Portsmouth

## R
- Randolph
- Raymond
- Richmond
- Rindge
- Rochester
- Rollinsford
- Roxbury
- Rumney
- Rye

## S
- Salem
- Salisbury
- Sanbornton
- Sandown
- Sandwich
- Seabrook
- Sharon
- Shelburne
- Somersworth
- South Hampton
- Springfield
- Stark
- Stewartstown
- Stoddard
- Stratford
- Stratham
- Sugar Hill
- Sullivan
- Sunapee
- Surry
- Sutton
- Swanzey

## T
- Tmworth
- Temple
- Thornton
- Tilton
- Troy
- Tuftonboro

## U
- Unity

## W
- Wakefield
- Walpole
- Warner
- Warren
- Washington
- Waterville Valley
- Weare
- Webster
- Wentworth
- Westmoreland
- West Swanze
- Whitefield
- Wilmot
- Wilton
- Winchester
- Windham
- Windsor
- Wolfeboro
- Woodstock